# 880년

## 연호
- 당(唐) 광명(廣明) 원년
- 일본(日本) 간교(元慶) 4년

## 기년
- 당(唐) 희종(僖宗) 7년
- 신라(新羅) 헌강왕(憲康王) 6년
- 발해(渤海) 대현석(大玄錫) 10년

## 사건
- 9월 왕이 측근들과 함께 성의 동쪽 월상루에 올라 주변을 바라보니 민가에서 피리 소리가 끊이지 않았다고 함.

## 탄생
- 신성로마제국의 루트비히 3세

## 사망
- 바이에른의 카를만, 바이에른 공작 겸 이탈리아 국왕.